# Кренжолек
Кренжолек (пол. Krężołek) — село в Польщі, у гміні Лопушно Келецького повіту Свентокшиського воєводства.
Населення — 99 осіб (2011).
У 1975-1998 роках село належало до Келецького воєводства.

## Демографія
Демографічна структура на день 31 березня 2011 року:
|          | Загалом | Допрацездатний вік | Працездатний вік | Постпрацездатний вік |
| -------- | ------- | ------------------ | ---------------- | -------------------- |
| Чоловіки | 50      | 12                 | 36               | 2                    |
| Жінки    | 49      | 11                 | 25               | 13                   |
| Разом    | 99      | 23                 | 61               | 15                   |